# Phylloribatula
Phylloribatula är ett släkte av kvalster. Phylloribatula ingår i familjen Micreremidae.
Kladogram enligt Catalogue of Life:
| Phylloribatula | \| \| Phylloribatula pulchella \| \| \| \| \| \| Phylloribatula xanthoparmeliae \| \| \| \| |
|                | \| \| Phylloribatula pulchella \| \| \| \| \| \| Phylloribatula xanthoparmeliae \| \| \| \| |
|                | Fenichelia                                                                                  |
|                |                                                                                             |
|                | Mexiceremus                                                                                 |
|                |                                                                                             |
|                | Micreremus                                                                                  |
|                |                                                                                             |
|                | Phylloribatula pulchella                                                                    |
|                |                                                                                             |
|                | Phylloribatula xanthoparmeliae                                                              |
|                |                                                                                             |

|  | Phylloribatula pulchella       |
|  |                                |
|  | Phylloribatula xanthoparmeliae |
|  |                                |